# Tênis nos Jogos Pan-Americanos de 1983
As competições de tênis nos Jogos Pan-Americanos de 1983 foram realizadas em Caracas, Venezuela. Foi a oitava edição do esporte no evento, que foi disputado para ambos os sexos.

## Medalhistas
Masculino
| Evento           | Ouro                                      | Prata                                         | Bronze                                    |
| ---------------- | ----------------------------------------- | --------------------------------------------- | ----------------------------------------- |
| Simples detalhes | Greg Holmes USA Estados Unidos            | Fernando Pérez MEX México                     | Christian Miniussi ARG Argentina          |
| Duplas detalhes  | Eric Korita Jon Levine USA Estados Unidos | Jorge Lozano Fernando Pérez Pascal MEX México | Iñaki Calvo Carlos Claverie VEN Venezuela |

Feminino
| Evento           | Ouro                                          | Prata                                       | Bronze                                         |
| ---------------- | --------------------------------------------- | ------------------------------------------- | ---------------------------------------------- |
| Simples detalhes | Gretchen Rush USA Estados Unidos              | Gigi Fernández PUR Porto Rico               | Heliane Steden MEX México                      |
| Duplas detalhes  | Gretchen Rush Louise Allen USA Estados Unidos | Gigi Fernández Marilda Júlia PUR Porto Rico | Claudia Hernández Alejandra Vallejo MEX México |

Misto
| Evento          | Ouro                                   | Prata                                     | Bronze                                     |
| --------------- | -------------------------------------- | ----------------------------------------- | ------------------------------------------ |
| Duplas detalhes | Nuria Alasia Iñaki Calvo VEN Venezuela | Alejandra Vallejo Jorge Lozano MEX México | Linda Gates Greg Holmes USA Estados Unidos |

## Quadro de medalhas
| Ordem | País               | Medalha de ouro | Medalha de prata | Medalha de bronze |    |
| ----- | ------------------ | --------------- | ---------------- | ----------------- | -- |
| 1     | USA Estados Unidos | 4               |                  | 1                 | 5  |
| 2     | VEN Venezuela      | 1               |                  | 1                 | 2  |
| 3     | MEX México         |                 | 3                | 2                 | 5  |
| 4     | PUR Porto Rico     |                 | 2                |                   | 2  |
| 5     | MEX México         |                 |                  | 1                 | 1  |
| TOTAL | TOTAL              | 5               | 5                | 5                 | 15 |

## Ligação externa
- Memoria IX Juegos Deportivos Panamericanos 1983 Caracas -Venezuela (PDF) pág. 350–361
- Jogos Pan-Americanos de 1983